# ビハインド・ザ・コーヴ 〜捕鯨問題の謎に迫る〜
『ビハインド・ザ・コーヴ 〜捕鯨問題の謎に迫る〜』（洋題: Behind "THE COVE" 〜The Quiet Japanese Speak Out!〜）は、合同会社八木フィルムによって2015年に公開された、クジラを巡る世界的な論争を描いた、日本人監督初の本格ドキュメンタリー映画。八木景子監督初作品。 
映画祭：第39回モントリオール世界映画祭ドキュメンタリー部門正式出品。 2016グレンデール国際映画祭(米国・カリフォルニア州) ドキュメンタリー部門正式出品。 2016ミラノ国際映画祭 海外ドキュメンタリー監督部門正式出品。 2016 Ekofilmチェコ国際映画祭正式出品。2017 コルカタ(カルカッタ)国際文化映画祭 教育部門受賞。2018 ロンドン・フィルムメーカー国際映画祭(イギリス）長編ドキュメンタリー最優秀監督賞受賞。2018 ニューヨーク国際映画制作者祭(アメリカ）審査員特別賞受賞。2018 13th Annual Japan Film Festival Los Angels(アメリカ）特別賞受賞。

## あらすじ
2014年3月31日、オーストラリアなどの提訴により国際司法裁判所から日本政府に捕鯨プログラムを見直すよう裁定がでた。八木景子(監督)は、学校給食など幼少から親しみのある鯨(特に竜田揚げなど)が食べられなくなるかもしれない、との不安から色々と調べ始めた。そして、捕鯨を問題視する扱いに様々な疑問を抱き、記録用ビデオカメラを手にある人に話を聞いた。更なる疑問や関心を深める事で導かれるように『ザ・コーヴ』の舞台となった和歌山県太地町へと辿り着く。『ザ・コーヴ』は2010年（米国では2009年）に公開され、アカデミー賞を受賞し日本では様々な反発から一時上映中止になる騒ぎとなった映画だが、その監督や主演や出演者そして未だ活動を続ける反捕鯨団体などに突撃インタビューを行う。太地町民や日本の歴代IWC(国際捕鯨委員会)担当者を含む捕鯨関係者からもバランス良く主張を聞き、太地町の状態も撮影。
つたない英語、カメラ撮影はもとより映画製作の経験も乏しい上、スポンサー無しで日々貯金を切り崩し取材、太地町の滞在は4ヶ月にも及ぶ。
歴史的資料や背景、実際の映像から真実を追求する内容は『昔から親しんできた自分が好きな食べ物が、突然全く関係の無い人達から制限される』という普通に考えても不思議な一つの問題から、反捕鯨・反イルカ漁やその映画の裏には膨大な闇が存在し、ストーリーはそれに向かって進むことになる。

## 公開をめぐる動き
- 劇場公開は2016年1月30日K's cinema(東京都新宿区)だったが、1月29日から何者かによる妨害行為にて、映画及び映画館のホームページが同時にダウンし閲覧ができなくなった[11]。
- 苫小牧の劇場シネマ・トーラスでの公開(3月19日)を控えた3月13日から、再度公式HPがサイバー攻撃に合い、閲覧不能になった[12][13]。
- アメリカ・ニューヨークとロサンゼルスで上映予定のため、クラウド・ファンディング開始[14]。
- クラウド・ファンディング成功により、アメリカで（2016年11月25日-12月1日 Cinema Village (NYC), 2016年12月2日-8日 Laemmle Music Hall (Beverly Hills, CA)[15]）上映された[1]。
- ネット配信：　2017年4月26日より、大手17社一斉配信が開始。【Netflix, iTunes Store, Amazonビデオ, Google Play/YouTube(有料配信), アクトビラ, GYAO!ストア, クランクイン!ビデオ,J:COMオンデマンド(ビデオパス、ミルプラスなど含む）, TSUTAYA TV, DMM.COM, dTV, ひかりＴＶ, ビデオマーケット, VIDEX.jp, U-NEXT, 楽天SHOWTIME, LEONET】
- 2017年8月～ Netflixで、22言語に翻訳され世界189か国でグローバル配信[16]。
- DVD(日本語版)発売・レンタル：2017年8月18日より、ポニーキャニオンから[17]。

## キャスト
- ルイ・シホヨス(Louie Psihoyos) - ザ・コーヴ監督
- リック・オバリー(Ric O'Barry) - ザ・コーヴ主演/ドルフィンプロジェクト創設者
- 森下丈二 - IWC日本政府代表、ザ・コーヴ出演者
- 米澤邦男、島一雄、小松正之 - IWC日本政府歴代代表、ザ・コーヴ出演者
- 諸貫秀樹 - 水産庁漁業交渉官、ザ・コーヴ出演者
- デヴィット・ハンス - シーシェパード2014年リーダー
- サイモン・ワーン - TV番組「鯨戦争」元カメラマン
- ラーズ・ワロー - オスロ大学 生態学教授
- 山村和夫 - 日本捕鯨協会 会長
- 梅崎義人 - 水産ジャーナリスト
- 三軒一高 - 太地町長
- 宇佐川彰男 -太地町教育委員会 教育長
- 堀瑞勝之 - 太地小学校 校長
- 太地町民
- ドルフィンプロジェクト メンバー ほか